# Monkey Island
Monkey Island – seria sześciu przygodowych gier komputerowych wydanych przez LucasArts. Piąta część serii została opracowana przez Telltale Games we współpracy z LucasArts, natomiast szósta przez Devolver Digital, Lucasfilm Games oraz Terrible Toybox.

## Historia
Współtwórcami gry były osoby: Ron Gilbert, Tim Schafer i Dave Grossman. Po tym jak zostały stworzone dwie pierwsze części (The Secret of Monkey Island, Monkey Island 2: LeChuck’s Revenge), wszyscy odeszli z LucasArts, pracując nad innymi własnymi projektami, zaś prawa do gier pozostały z LucasArts. Trzecia część (The Curse of Monkey Island) i czwarta (Escape from Monkey Island) zostały wyprodukowane bez udziału ich początkowych twórców. Produkcją piątej części serii (Tales of Monkey Island) kierował Dave Grossman we współpracą z Michaelem Stemmle, podczas gdy Gilbert, nie będąc związanym z projektem gry, brał w nim początkowy udział.
Dwoma głównymi inspiracjami Rona dla tej historii to tunel strachu o nazwie Pirates of the Caribbean z Disneylandu, która zainspirowała go ogólną atmosferą, zaś inspiracje dotyczące fabuły i postaci dała mu książka Tima Powersa On Stranger Tides. W grach można spotkać odniesienia do jazdy w tunelu strachu oraz do Disneylandu.
Gry stworzone na przestrzeni kilkunastu lat, pomimo całkowitej zmiany oprawy graficznej w ostatnich remake'ach na PS3 i Xbox, różnią się też pod względem sposobu interakcji. O ile pierwsze dwie części to gry typu wskaż i kliknij, gdzie postać była kierowana przy pomocy ikonek czynności (otwórz, użyj, pchnij, itd.), w trzeciej części kierowanie postaci jest podobne, choć bardziej uproszczone, zaś w czwartej nie ma klasycznego kursora, a interakcja z postacią następuje za pomocą klawiatury i klawiszy przypisanych do odpowiednich czynności. Kursor wraca w części piątej ze sposobem interakcji z poprzednich części.

## Fabuła
Gry opowiadają o niepowodzeniach Guybrusha Threepwooda, który próbując stać się najbardziej znanym piratem na Karaibach, chce zniweczyć plany złego pirata LeChucka oraz zdobyć serce gubernator Elaine Marley. Fabuła każdej z gier jest zazwyczaj związana z tajemniczą wyspą Monkey Island i jej nieprzeniknionymi tajemnicami.

### The Secret of Monkey Island
W pierwszej części serii Guybrush Threepwood ma zamiar zostać piratem, co może być zrealizowane poprzez wykonanie trzech specjalnych prób. Po drodze spotyka piękną gubernator Elaine Marley, w której się zakochuje, nie zważając na to, że o jej względy zabiega również zły pirat LeChuck.

### Monkey Island 2: LeChuck’s Revenge
Guybrush decyduje się zdobyć największy piracki skarb Big Whoop. Jego początkowe decyzje bezwiednie powodują wskrzeszenie LeChucka, tak więc bohater musi stawić czoła złemu piratowi i dokończyć poszukiwania skarbu.

### The Curse of Monkey Island
Gyubrush przez przypadek powoduje, że przy pomocy zaklętego pierścienia, Elaine staje się statuą ze złota, która wkrótce potem zostaje skradziona przez piratów. Bohater musi ponownie stawić czoła LeChuckowi, przybierającemu w tej części formę ognistego demona, i odzyskać Elaine.

### Escape from Monkey Island
Po powrocie Guybrusha i Elaine z miesiąca miodowego oboje dowiadują się, że ponieważ uznawano Elaine jako zmarłą, jej posiadłość została wystawiona na sprzedaż, zaś na jej stanowisko gubernatora rozpisano nowe wybory. Po wykryciu, że za tym wszystkim stoi LeChuck, Guybrush podejmuje się zadania odzyskania swych dóbr i stanowiska Elaine.

### Tales of Monkey Island
Podczas walki z LeChuckiem, Guybrush powoduje rozprzestrzenienie się na obszarze całych Karaibów choroby, która zamienia piratów w zombie. Bohater wyrusza w poszukiwanie sposobu na  powstrzymanie epidemii.

### Return to Monkey Island
Gra rozpoczyna się po wydarzeniach z Monkey Island 2: LeChuck’s Revenge. Guybrush powraca na Mêlée Island, aby znaleźć załogę i statek na wyprawę w celu odkrycia sekretu Monkey Island. Na Mêlée Island pojawia się także LeChuck, który wszedł w posiadanie mapy wiodącej do sekretu. Losy obu ponowie zostają połączone w wyścigu na Małpią wyspę. Grę wydano w 2022 na platformach Windows, PlayStation 5, Xbox Series X/S oraz Nintendo Switch.

## Świat gry
Każda z serii gier odbywa się w XVIII wieku na fikcyjnych wyspach karaibskich w okresie rozkwitu podbojów pirackich. Postacie NPC żyjące na wyspach to osoby nieprzypominające ówczesnych piratów, wyglądem podobne do postaci pochodzących z filmów czy komiksów. W świecie Monkey Island istnieje też wiele anachronizmów i odniesień do współczesnej kultury.
Rozgrywka ma miejsce na wyspach, których jest w całej serii 13. Poza pierwszymi dwiema częściami, gdzie akcja gry odbywa się na tych samych wyspach, w każdej kolejnej części Guybrush pojawia się już na nowej wyspie. Tytułowa wyspa Monkey Island pojawia się  tylko w dwóch pierwszych częściach serii. W pozostałych częściach wyspa jest już tylko częścią opowiadania lub dialogów, zaś w ostatniej części wyspa ta nie jest już w żaden sposób powiązana z rozgrywką.
Głównymi postaciami, które występują we wszystkich częściach serii są:
- Guybrush Threepwood – kierowana przez gracza postać
- Elaine Marley – obiekt uczuć Guybrusha, ale również i LeChucka
- LeChuck – przyjmujący różne formy w całej serii, nieumarły pirat.

W serii występują również postacie, które w różnych jej częściach mają inne znaczenie dla fabuły, ale które są z nią połączone. Są to: Stan jako handlarz, Voodoo Lady i Herman Toothrot jako pustelnik z ograniczoną sprawnością umysłową.

## Tajemnica Monkey Island
Żadna gra z serii nie ujawnia wyraźnie, czym jest tytułowy sekret. W grze Guybrush zadaje dwukrotnie pytania LeChuckowi (w częściach drugiej i trzeciej), ale ten odmawia odpowiedzi na to pytanie.
Ron Gilbert w wywiadzie w 2006 roku stwierdził, że tajemnica nie została ujawniona w żadnej z gier, a prawdziwy sekret zostałby ujawniony, gdyby mógł wziąć udział w trzeciej części serii. Dodał, że nigdy nikomu nie powiedział, co kryje prawdziwy sekret Monkey Island. Dodał również, że zatrzyma ten sekret dla siebie na wypadek, gdyby mu było dane jeszcze zrobić jedną część gry.